# Ksenija Suchinova
Ksenija Valdimirovna Suchinova (in russo Ксения Владимировна Сухинова?; Nižnevartovsk, 26 agosto 1987) è una modella russa eletta Miss Russia nel 2007 e Miss Mondo nel 2008.

## Biografia
Nata a Nižnevartovsk, è poi cresciuta a Tjumen', dove si è laureata in cibernetica all’Università Industriale della città; ha iniziato la carriera di modella nel 2008.